# كمكوئية (أسفيتش)
کمکوئیة (بالفارسية: کمکوئیه) هي قرية تقع في إيران في قسم أسفیتش الريفي. يقدر عدد سكانها بـ 190 نسمة .